# Hégeni erődtemplom
A hégeni erődtemplom műemlékké nyilvánított épület Romániában, Szeben megyében. A romániai műemlékek jegyzékében az SB-II-a-A-12340 sorszámon szerepel.